# Gut Brandlecht

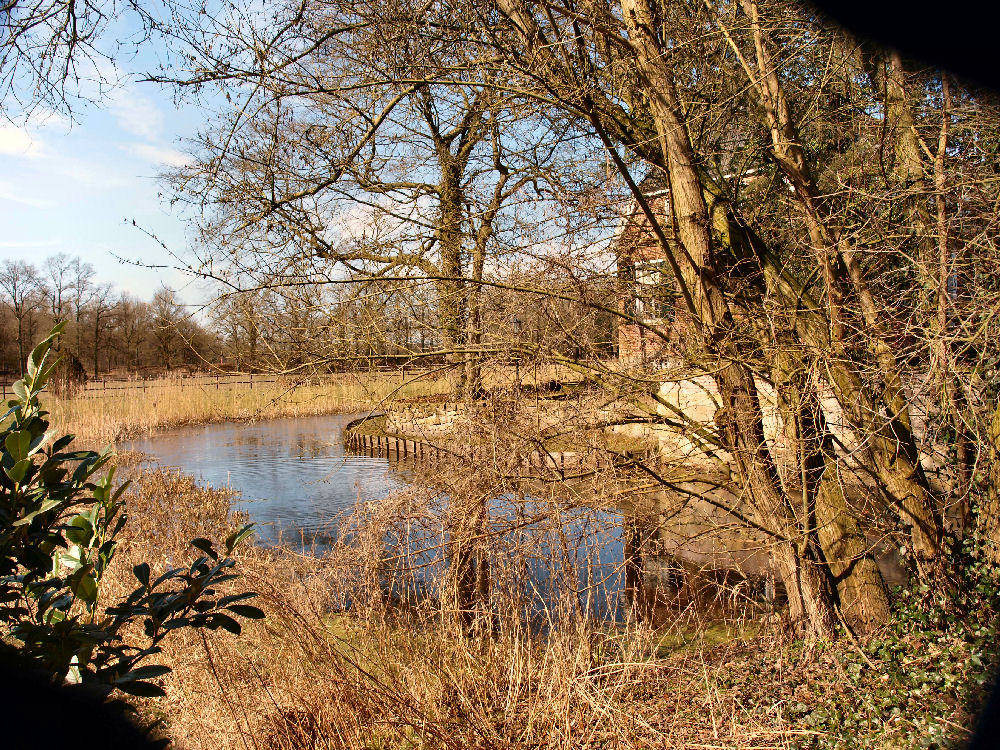
Teil der Gräfte von Gut Brandlecht

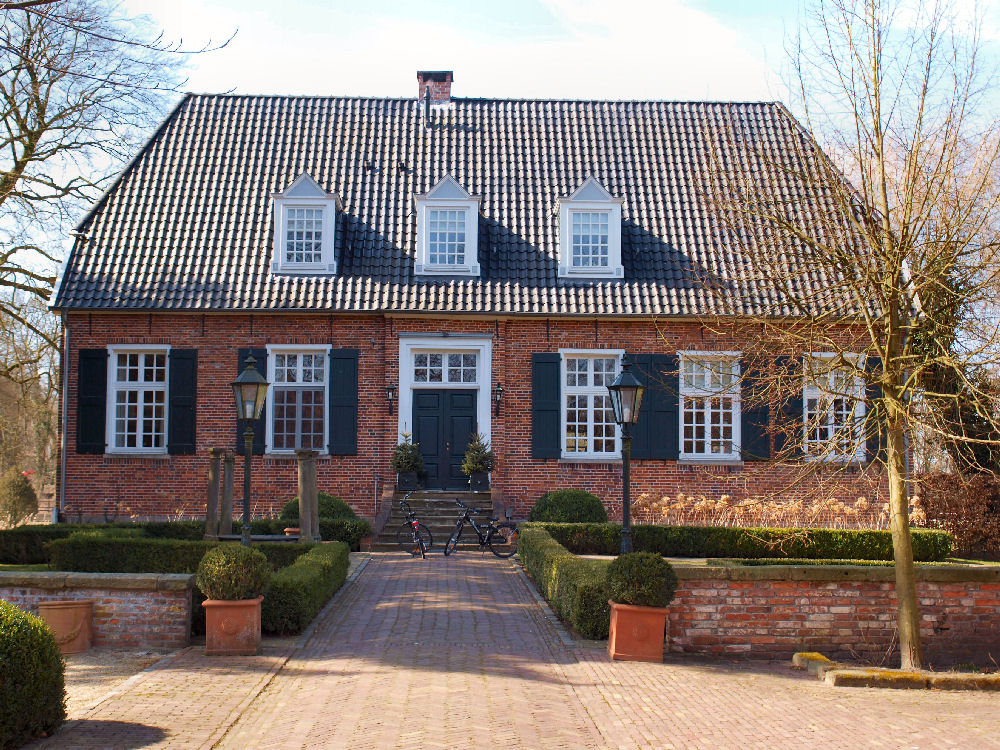
Prinzipalhaus

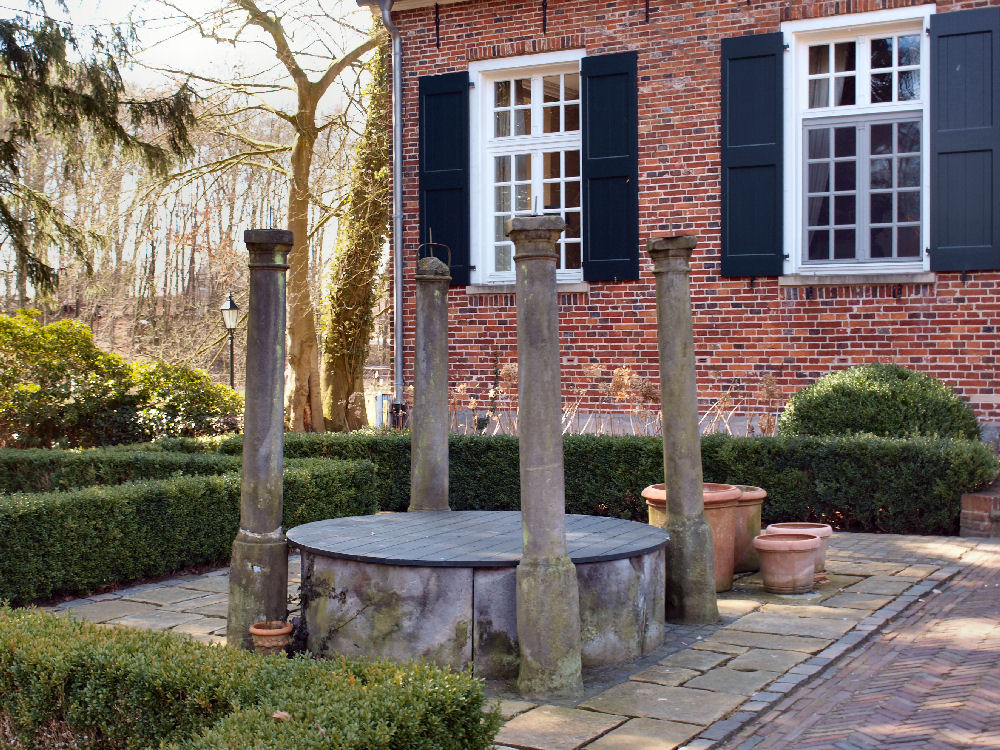
Brunnen

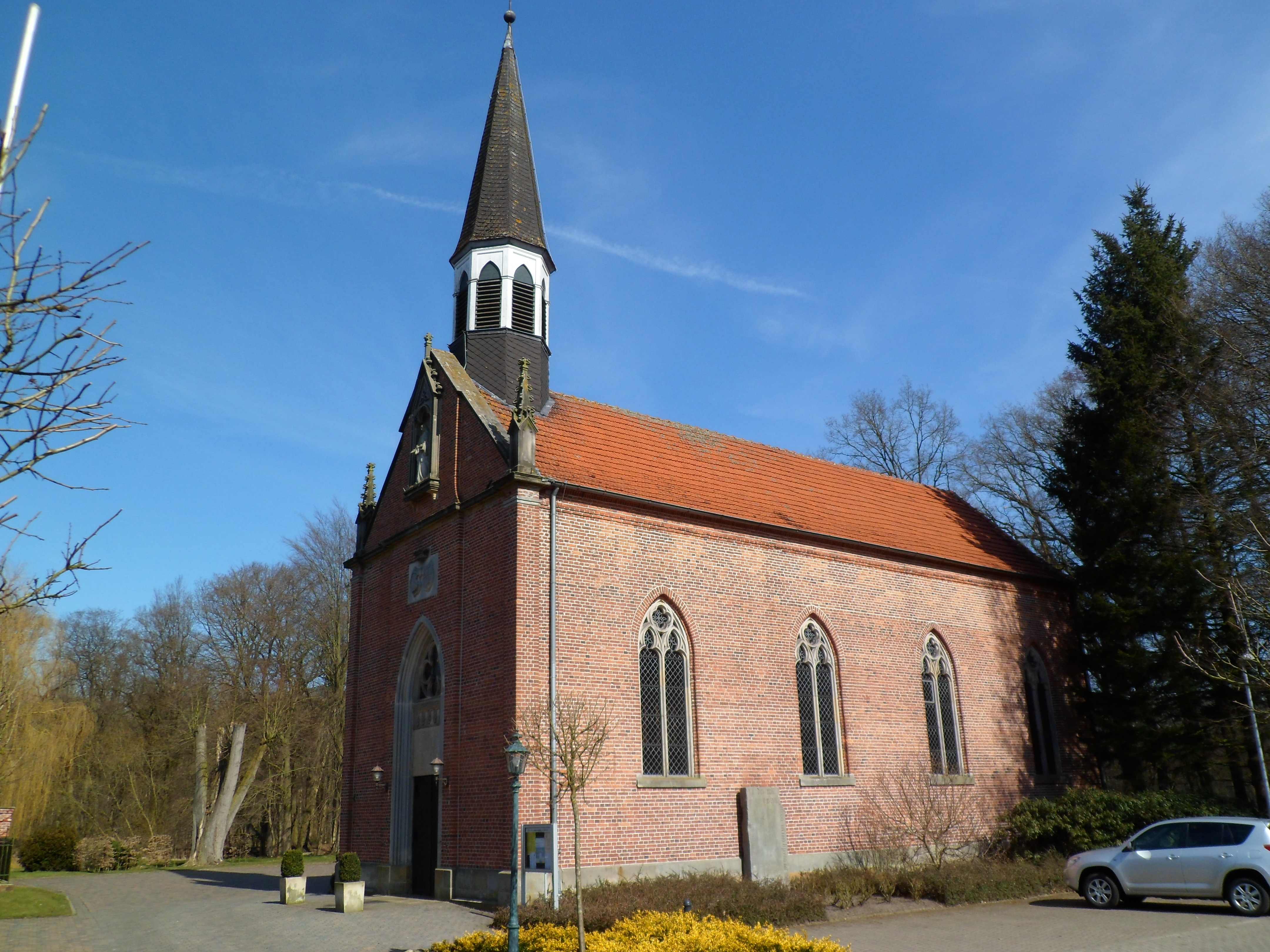
Kath. Marienkirche

Gut Brandlecht wurde 1326 erstmals erwähnt und war bis 1929 ein eigenständiger Gutsbezirk. Die Anlage liegt in der Ortschaft Brandlecht (Stadt Nordhorn). Das Gut zählte zu den landtagsfähigen Rittersitzen der Grafschaft Bentheim. Prinzipalhaus mit Graft und Einfriedung, Brunnen und Katholische Marienkirche stehen unter Denkmalschutz.

## Geschichte
Die Herren von Brandlecht errichteten eine Wasserburg, die am Oberplatz zwei Wohngebäude aufwies. Sie hatten im Jahr 1326 die Erlaubnis der Grafen von Bentheim erhalten, dort ein hölzernes Gebäude zu errichten und dieses mit einer 75 Fuß (ca. 22 m) breiten Gräfte zu umgeben. Schon 1360 wurde das Gebäude vom Bistum Münster geschleift, die Anlage wurde aber anschließend aus Backsteinen wieder aufgebaut.
1574 wurde ein Herrenhaus errichtet, das von Zeitgenossen als „prächtig“ bezeichnet wurde. Nachdem dieses baufällig geworden waren, errichtete man 1779 an seiner Stelle das Prinzipalhaus, wobei alte Baumaterialien mitverwendet wurden.
Die Wirtschaftsgebäude am Unterplatz verschwanden spätestens 1857, als Clemens Graf Droste zu Vischering Erbdroste die katholische Marienkirche errichten ließ. Es wurde ein Teil der südlichen Gräfte zugeschüttet, damit die Kirche neben dem südlichen Teil der in Nord-Süd-Richtung verlaufenden Dreiflügelanlage am Unterplatz ihren Platz finden konnte. Dieser Teil des Wirtschaftsflügels ist noch vorhanden; der weitere, nach Westen vorspringende, Bau wurde abgetragen.
Am 1. April 1929 wurde der Gutsbezirk nach Brandlecht eingemeindet; am 1. März 1974 wurde die Gemeinde Brandlecht nach Nordhorn eingegliedert.

## Chronologische Auflistung der lehninhabenden Familien
- von Brandlecht um 1326 bis in die zweite Hälfte des 15. Jahrhunderts[2]
- van Reede oder von Rhede bis 1715 (in weiblicher Linie bis 1724)[3]
- 1715 bis 1731  Droste zu Vischering im Prozess um das Gut Brandlecht mit dem gräflichen Lehnfiskus[4]
- Droste zu Vischering 1731 bis 1870,[5] danach allodifiziert und im Besitz bis mindestens 1962[6]

## Prinzipalhaus
Das 1779 errichtete Prinzipalhaus und die zwischen 1857 und 1859 gebaute Kirche befinden sich auf historischem Grund, denn vor etwas mehr als 675 Jahren ließen sich die Herren von Brandlecht an diesem Ort nieder. Aus dem Jahr 1326 stammt die erste Erwähnung einer dort befindlichen Wasserburg.
Das Prinzipalhaus steht zusammen mit dem Brunnen sowie Graft und Einfriedung unter Denkmalschutz.

## Katholische Marienkirche
Die Marienkirche wurde zwischen 1857 und 1859 gebaut und steht ebenfalls unter Denkmalschutz.